# Кирстен Уайт
Кирстен Уайт (на английски: Kiersten White) е американска писателка на произведения в жанра фентъзи и детска литература.

## Биография и творчество
Кирстен Уайт Бразиър е родена на 27 юни 1983 г. в Американ Форк, Юта, САЩ. През 2004 г. завършва английска филология в Университета Бригъм Йънг в Прово. Взема курс по творческо писане в университета. Започва да пише след раждането на първото си дете. Създава четири ръкописа преди да бъде приет за публикуване един от тях.
Първият ѝ роман „Paranormalcy“ от едноименната поредица е издаден през 2010 г. Главната героиня Еви работи за Международната агенция за паранормални задържания и е единственият човек, който може да види през блясъка на паранормалите. Но скоро осъзнава, че е в центъра на тъмно пророчество, което обещава унищожение на всички паранормални същества. Романът става бестселър включен в списъка на „Ню Йорк Таймс“ и е приет за екранизиране.
През 2016 г. е издаден първият ѝ роман „Влизам в мрака“ от поредицата „Завоеватели“. Той е алтернативна история на легендата за Влад Цепеш. Младата принцеса Лада Дракула се е научила да бъде жестока, след като в продължение на години тя и нейният по-малък брат, Раду, са заложници на османските власти. Мечтата ѝ е да се завърне във Влашко и да застане срещу подтисниците. Но в лицето на Мехмед, дръзкия и самотен син на султана, може би и двамата ще открият истински приятел, който обаче ще доведе до развитието на опасен триъгълник любов, лоялност и противоборство.
Кирстен Уайт живее със семейството си в Карлсбад край Сан Диего.

## Произведения

### Самостоятелни романи
- The Chaos of Stars (2013)
- In the Shadows (2014)
- Illusions of Fate (2014)
- The Dark Descent of Elizabeth Frankenstein (2018)

### Серия „Паранормалност“ (Paranormalcy)
1. Paranormalcy (2010)
2. Supernaturally (2011)
3. Endlessly (2012)

### Серия „Мисловни игри“ (Mind Games)
- Annie and Fia (2013) – предистория

1. Mind Games (2013) – издаден и като „Sister Assassin“
2. Perfect Lies (2014)

### Серия „Завоеватели“ (Conquerors Saga)
1. And I Darken (2016)
Влизам в мрака, изд.: „Егмонт България“, София (2018), прев. Ирина Денева-Слав
2. Now I Rise (2017)
На трона се възкачвам, изд.: „Егмонт България“, София (2018), прев. Ирина Денева-Слав
3. Bright We Burn (2018)
Ярко пламтим, изд.: „Егмонт България“, София (2018), прев. Ирина Денева-Слав

### Серия „Ловец“ (Slayer)
1. Slayer (2019)
2. Chosen (2020)

### Сборници
- Summer days & summer nights (2016) – с Вероника Рот, Касандра Клеър, Дженифър Е. Смит, Лий Бардуго, Лев Гросман, Стефани Пъркинс, Либа Брей, Франческа Лия Блок, Джон Сковрон, Нина Лакур и Тим Федерле
“Добре дошли на Коледа, Калифорния“ в „Летни дни и летни нощи : 12 любовни истории“, изд.: „Сиела“, София (2016), прев. Деница Райкова
- Beanstalker and Other Hilarious Scarytales (2017)

### Разкази
- Tick, Tick, Boom (2011)
- Womb (2014)